# Jeux mondiaux militaires d'hiver de 2025
Navigation
2017 2029
La quatrième édition des Jeux mondiaux militaires d'hiver organisée par le Conseil International du Sport Militaire (CISM), a eu lieu à Lucerne (Suisse) du 23 au 30 mars 2025.

## Participants
| - Allemagne - Arménie - Autriche - Bahreïn - Belgique - Bosnie-Herzégovine - Brésil - Bulgarie - Chine - Chypre - Corée du Sud - Danemark - Équateur - Espagne - Estonie | - États-Unis d'Amérique - Finlande - France - Inde - Italie - Lettonie - Lituanie - Luxembourg - Macédoine du Nord - Maroc - Monaco - Monténégro - Norvège - Ouzbékistan | - Palestine - Pakistan - Pays-Bas - Pologne - République Tchèque - Roumanie - Serbie - Slovaquie - Slovénie - Suède - Suisse - Tanzanie - Turquie - Ukraine |

## Tableau des Médailles
Palmarés complet à l'issue des jeux
- Pays organisateur (Suisse)

| Rang | Nation    | Or | Argent | Bronze | Total |
| ---- | --------- | -- | ------ | ------ | ----- |
| 1    | France    | 13 | 2      | 11     | 26    |
| 2    | Italie    | 7  | 9      | 5      | 21    |
| 3    | Suisse    | 6  | 10     | 4      | 20    |
| 4    | Autriche  | 4  | 5      | 4      | 13    |
| 5    | Bulgarie  | 3  | 1      | 0      | 4     |
| 6    | Bahreïn   | 3  | 0      | 1      | 4     |
| 7    | Suède     | 2  | 2      | 3      | 7     |
| 8    | Slovénie  | 1  | 3      | 2      | 6     |
| 9    | Pologne   | 1  | 2      | 1      | 4     |
| 10   | Finlande  | 1  | 0      | 2      | 3     |
| 11   | Allemagne | 0  | 3      | 1      | 4     |
| 12   | Estonie   | 0  | 2      | 3      | 5     |
| 13   | Ukraine   | 0  | 1      | 1      | 2     |
| 14   | Tanzanie  | 0  | 1      | 0      | 1     |

## Podium de chaque épreuvre[3]

### Ski Alpin
| Rang               | Nation   | Nom            | Temps       |
| ------------------ | -------- | -------------- | ----------- |
| Médaille d'or      | Italie   | Sophie Mathiou | 1:36.38 min |
| Médaille d'argent  | Suisse   | Janine Schmitt | 1:36.43 min |
| Médaille de bronze | Autriche | Nina Astner    | 1:36.63 min |

| Rang               | Nation    | Nom                     | Temps       |
| ------------------ | --------- | ----------------------- | ----------- |
| Médaille d'or      | Suisse    | Nick Spörri             | 1:34.88 min |
| Médaille d'argent  | Allemagne | Amman Hannes            | 1:35.27 min |
| Médaille de bronze | France    | Alban Elezi Cannaferina | 1:35.44 min |

| Rang              | Nation | Nom                    | Temps       |
| ----------------- | ------ | ---------------------- | ----------- |
| Médaille d'or     | France | Camille Jaouen         | 2:29.46 min |
| Médaille d'argent | Suisse | Celine Carola van Till | 2:57.29 min |

| Rang               | Nation | Nom                        | Temps       |
| ------------------ | ------ | -------------------------- | ----------- |
| Médaille d'or      | Suisse | Pascal Christen            | 2:12.90 min |
| Médaille d'argent  | Suisse | Felix Frohofer             | 2:24.52 min |
| Médaille de bronze | Italie | Giorgio Giuseppe Porpiglia | 3:02.61 min |

| Rang               | Nation    | Temps       |
| ------------------ | --------- | ----------- |
| Médaille d'or      | Italie    | 4:48.48 min |
| Médaille d'argent  | Suisse    | 4:48.57 min |
| Médaille de bronze | Allemagne | 4:49.17 min |

| Rang               | Nation   | Temps       |
| ------------------ | -------- | ----------- |
| Médaille d'or      | Italie   | 4:49.97 min |
| Médaille d'argent  | Autriche | 4:51.95 min |
| Médaille de bronze | Suisse   | 4:52.51 min |

| Rang              | Nation | Temps       |
| ----------------- | ------ | ----------- |
| Médaille d'or     | Suisse | 6:48.09 min |
| Médaille d'argent | Italie | 7:49.42 min |

| Rang               | Nation   | Nom             | Temps       |
| ------------------ | -------- | --------------- | ----------- |
| Médaille d'or      | Italie   | Hannes Zingerle | 1:38.42 min |
| Médaille d'argent  | Autriche | Adrian Pertl    | 1:38.53 min |
| Médaille de bronze | Suisse   | Joel Lütolf     | 1:38.68 min |

| Rang               | Nation | Nom             | Temps       |
| ------------------ | ------ | --------------- | ----------- |
| Médaille d'or      | France | Marion Chevrier | 1:40.73 min |
| Médaille d'argent  | Suisse | Aline Höpli     | 1:41.20 min |
| Médaille de bronze | France | Doriane Escané  | 1:41.20 min |

| Rang          | Nation | Nom          | Temps       |
| ------------- | ------ | ------------ | ----------- |
| Médaille d'or | Italie | Davide Nadai | 2:24.42 min |

### Ski de fond
| Rang               | Nation | Nom           | Temps       |
| ------------------ | ------ | ------------- | ----------- |
| Médaille d'or      | Suisse | Nadja Kälin   | 23:28.9 min |
| Médaille d'argent  | Italie | Caterina Ganz | 23:47.6 min |
| Médaille de bronze | France | Flora Dolci   | 23:55.6 min |

| Rang               | Nation   | Nom            | Temps       |
| ------------------ | -------- | -------------- | ----------- |
| Médaille d'or      | Italie   | Davide Graz    | 30:06.4 min |
| Médaille d'argent  | Italie   | Elia Barp      | 30:40.7 min |
| Médaille de bronze | Finlande | Markus Vuorela | 30:48.6 min |

| Rang               | Nation | Nom               | Temps       |
| ------------------ | ------ | ----------------- | ----------- |
| Médaille d'or      | France | Benjamin Daviet   | 28:55.1 min |
| Médaille d'argent  | Italie | Mattia Dal Pastro | 31:05.8 min |
| Médaille de bronze | France | David Barnabe     | 43:38.0 min |

| Rang               | Nation | Nom                | Temps       |
| ------------------ | ------ | ------------------ | ----------- |
| Médaille d'or      | Italie | Giuseppe Spatola   | 13:07.8 min |
| Médaille d'argent  | Italie | Jacopo Maria Curzi | 13:14.4 min |
| Médaille de bronze | Italie | Marco Pisani       | 13:47.2 min |

| Rang               | Nation   | Nom                              | Temps        |
| ------------------ | -------- | -------------------------------- | ------------ |
| Médaille d'or      | France   | Richard Jouve et Jules Chappaz   | 18:43.6 min  |
| Médaille d'argent  | Suisse   | Cyril Fähndrich et Janik Riebli  | 18:44.42 min |
| Médaille de bronze | Finlande | Arsi Ruuskanen et Markus Vuorela | 18:45.51 min |

| Rang               | Nation | Nom                              | Temps        |
| ------------------ | ------ | -------------------------------- | ------------ |
| Médaille d'or      | Suisse | Giuliana Werro et Nadja Kälin    | 22:04.21 min |
| Médaille d'argent  | Italie | Caterina Ganz et Federica Cassol | 22:12.67 min |
| Médaille de bronze | France | Flora Dolci et Lena Quintin      | 22:29.76 min |

### Biathlon
| Rang               | Nation  | Nom               | Temps       |
| ------------------ | ------- | ----------------- | ----------- |
| Médaille d'or      | France  | Eric Perrot       | 25:25.1 min |
| Médaille d'argent  | Suisse  | Joscha Burkhalter | 26:34.3 min |
| Médaille de bronze | Estonie | Jakob Kublin      | 26:35.6 min |

| Rang               | Nation  | Nom                | Temps       |
| ------------------ | ------- | ------------------ | ----------- |
| Médaille d'or      | France  | Lou Jeanmonnot     | 23:01.8 min |
| Médaille d'argent  | Pologne | Natalia Sidorowicz | 23:23.2 min |
| Médaille de bronze | Italie  | Samuela Comola     | 23:53.5 min |

| Rang               | Nation | Temps       |
| ------------------ | ------ | ----------- |
| Médaille d'or      | France | 1:01:37.4 h |
| Médaille d'argent  | Italie | 1:02:04.6 h |
| Médaille de bronze | Suisse | 1:02:25.9 h |

### Course d'orientation à ski
| Rang               | Nation   | Nom                 | Temps       |
| ------------------ | -------- | ------------------- | ----------- |
| Médaille d'or      | Bulgarie | Stanimir Belomazhev | 39:50.1 min |
| Médaille d'argent  | Suède    | Rasmus Wickbom      | 39:54.7 min |
| Médaille de bronze | France   | Nils Gouy           | 40:03.6 min |

| Rang               | Nation   | Nom                | Temps       |
| ------------------ | -------- | ------------------ | ----------- |
| Médaille d'or      | Suède    | Evelina Wickbom    | 40:01.8 min |
| Médaille d'argent  | Bulgarie | Antoniya Grigorova | 40:11.7 min |
| Médaille de bronze | Estonie  | Doris Kudre        | 42:15.4 min |

| Rang               | Nation   | Nom                 | Temps     |
| ------------------ | -------- | ------------------- | --------- |
| Médaille d'or      | Bulgarie | Stanimir Belomazhev | 11:02 min |
| Médaille d'argent  | Estonie  | Ilmar Jaama Olle    | 11:11 min |
| Médaille de bronze | Suède    | Rasmus Wickbom      | 11:24 min |

| Rang               | Nation   | Nom                  | Temps     |
| ------------------ | -------- | -------------------- | --------- |
| Médaille d'or      | Bulgarie | Antoniya Grigorova   | 12:49 min |
| Médaille d'argent  | Suède    | Evelina Wickbom      | 12:50 min |
| Médaille de bronze | Estonie  | Daisy Kudre-Schnyder | 13:05 min |

| Rang               | Nation  | Nom                               | Temps      |
| ------------------ | ------- | --------------------------------- | ---------- |
| Médaille d'or      | Suède   | Rasmus Wickbom et Simon Eriksson  | 01:23:16 h |
| Médaille d'argent  | Estonie | Ilmar Jaama Olle et Sander Linnus | 01:23:43 h |
| Médaille de bronze | France  | Nils Gouy et Baptiste Fuchsia     | 01:24:53 h |

| Rang               | Nation  | Nom                                       | Temps      |
| ------------------ | ------- | ----------------------------------------- | ---------- |
| Médaille d'or      | Suède   | Evelina Wickbom et Isabel Salen           | 01:25:22 h |
| Médaille d'argent  | Estonie | Doris Kudre et Daisy Kudre-Schnyder       | 01:25:34 h |
| Médaille de bronze | France  | Pauline Vuillemin et Elodie Bourgeois-Pin | 01:38:08 h |

| Rang               | Nation  | Temps     |
| ------------------ | ------- | --------- |
| Médaille d'or      | Suède   | 49:19 min |
| Médaille d'argent  | Estonie | 50:44 min |
| Médaille de bronze | Suède   | 50:47 min |

### Ski-alpinisme
| Rang               | Nation  | Nom                    | Temps       |
| ------------------ | ------- | ---------------------- | ----------- |
| Médaille d'or      | France  | Axelle Mollaret-Gachet | 1:23:16.1 h |
| Médaille d'argent  | Italie  | Alba De Silvestro      | 1:28:50.1 h |
| Médaille de bronze | Pologne | Iwona Januszyk         | 1:36:17.2 h |

| Rang               | Nation   | Nom             | Temps       |
| ------------------ | -------- | --------------- | ----------- |
| Médaille d'or      | France   | Xavier Gachet   | 1:21:39.8 h |
| Médaille d'argent  | Autriche | Paul Verbnjak   | 1:23:25.7 h |
| Médaille de bronze | Slovénie | Klemen Španring | 1:25:23.9 h |

| Rang               | Nation    | Nom                                          | Temps       |
| ------------------ | --------- | -------------------------------------------- | ----------- |
| Médaille d'or      | Italie    | De Silvestro Alba et Canclini Nicolo Ernesto | 29:58.0 min |
| Médaille d'argent  | Allemagne | Paller Tatjana et Hösch Finn                 | 30:17.2 min |
| Médaille de bronze | Suisse    | Marianne Fatton et Pierre Mettan             | 30:19.4 min |

| Rang               | Nation   | Nom                     | Temps       |
| ------------------ | -------- | ----------------------- | ----------- |
| Médaille d'or      | Italie   | Ernesto Canclini Nicolo | 02:43.6 min |
| Médaille d'argent  | Autriche | Andreas Mayer           | 02:44.4 min |
| Médaille de bronze | Suisse   | Patrick Perreten        | 02:46.2 min |

| Rang               | Nation    | Nom             | Temps       |
| ------------------ | --------- | --------------- | ----------- |
| Médaille d'or      | Suisse    | Marianne Fatton | 03:05.6 min |
| Médaille d'argent  | France    | Lena Bonnel     | 03:12.5 min |
| Médaille de bronze | Allemagne | Tatjana Paller  | 03:14.3 min |

### Parachute-ski
| Rang               | Nation   | Nom              | Score |
| ------------------ | -------- | ---------------- | ----- |
| Médaille d'or      | Autriche | Sophie Grill     | 70    |
| Médaille d'argent  | Suisse   | Mirjam Lutz      | 77    |
| Médaille de bronze | Italie   | Leonora Gambassi | 141   |

| Rang               | Nation   | Nom              | Score |
| ------------------ | -------- | ---------------- | ----- |
| Médaille d'or      | Autriche | Sebastian Graser | 13    |
| Médaille d'argent  | Autriche | Michael Urban    | 30    |
| Médaille de bronze | Autriche | Joachim Knauss   | 37    |

| Rang               | Nation   | Score |
| ------------------ | -------- | ----- |
| Médaille d'or      | Autriche | 135   |
| Médaille d'argent  | Suisse   | 216   |
| Médaille de bronze | Slovénie | 316   |

### Course de patrouille
| Rang               | Nation | Temps       |
| ------------------ | ------ | ----------- |
| Médaille d'or      | France | 37:06.3 min |
| Médaille d'argent  | Italie | 38:23.7 min |
| Médaille de bronze | Suède  | 38:40.3 min |

| Rang               | Nation    | Temps       |
| ------------------ | --------- | ----------- |
| Médaille d'or      | Finlande  | 44:04.6 min |
| Médaille d'argent  | Allemagne | 44:04.9 min |
| Médaille de bronze | France    | 44:39.1 min |

### Escalade sportive
| Rang               | Nation   | Nom            | Score |
| ------------------ | -------- | -------------- | ----- |
| Médaille d'or      | France   | Oriane Bertone | 60.0  |
| Médaille d'argent  | Slovénie | Katja Debevec  | 59.9  |
| Médaille de bronze | Italie   | Giorgia Tesio  | 59.8  |

| Rang               | Nation   | Nom           | Score |
| ------------------ | -------- | ------------- | ----- |
| Médaille d'or      | France   | Mejdi Schalck | 84.6  |
| Médaille d'argent  | Slovénie | Anze Peharc   | 59.6  |
| Médaille de bronze | Autriche | Nicolai Uznik | 44.8  |

| Rang               | Nation   | Nom            | Score |
| ------------------ | -------- | -------------- | ----- |
| Médaille d'or      | Suisse   | Sascha Lehmann | 43+   |
| Médaille d'argent  | Suisse   | Jonas Utelli   | 32+   |
| Médaille de bronze | Slovénie | Luka Potočar   | 32+   |

| Rang               | Nation   | Nom          | Score |
| ------------------ | -------- | ------------ | ----- |
| Médaille d'or      | Slovénie | Sara Čopar   | TOP   |
| Médaille d'argent  | Autriche | Jessica Pilz | TOP   |
| Médaille de bronze | Autriche | Mattea Pötzi | 45+   |

| Rang               | Nation  | Nom                 | Temps                    |
| ------------------ | ------- | ------------------- | ------------------------ |
| Médaille d'or      | France  | Guillaume Moro      | Finale : 5.19 sec        |
| Médaille d'argent  | Ukraine | Hryhorii Ilchyshyn  | Finale : chute           |
| Médaille de bronze | Ukraine | Kostiantyn Pavlenko | Petite Finale : 5.43 sec |

| Rang               | Nation  | Nom                 | Temps                    |
| ------------------ | ------- | ------------------- | ------------------------ |
| Médaille d'or      | Pologne | Aleksandra Miroslaw | Finale : 6.73 sec        |
| Médaille d'argent  | Italie  | Giulia Randi        | Finale : 7.27 sec        |
| Médaille de bronze | France  | Manon Lebon         | Petite Finale : 7.35 sec |

### Cross-country
| Rang               | Nation   | Nom                  | Temps       |
| ------------------ | -------- | -------------------- | ----------- |
| Médaille d'or      | Bahrein  | Albert Rop           | 34:26.4 min |
| Médaille d'argent  | Tanzanie | Joseph Tiophil Panga | 34:32.7 min |
| Médaille de bronze | France   | Djilali Bedrani      | 34:45.5 min |

| Rang               | Nation  | Nom            | Temps       |
| ------------------ | ------- | -------------- | ----------- |
| Médaille d'or      | Bahrein | Winfred Yavi   | 30:38.3 min |
| Médaille d'argent  | France  | Manon Trapp    | 30:59.5 min |
| Médaille de bronze | Bahrein | Violah Motosio | 31:03.0 min |

| Rang               | Nation   | Nom                            | Temps       |
| ------------------ | -------- | ------------------------------ | ----------- |
| Médaille d'or      | Roumanie | Ionut Zinca                    | 24:37.7 min |
| Médaille d'argent  | France   | Mickael Courtois               | 27:16.6 min |
| Médaille de bronze | Équateur | Darwin Vallejo Guangaje Darwin | 28:45.5 min |

| Rang               | Nation   | Nom                      | Temps       |
| ------------------ | -------- | ------------------------ | ----------- |
| Médaille d'or      | Roumanie | Alexandra Gutu           | 21:09.9 min |
| Médaille d'argent  | France   | Marion Blot              | 22:11.5 min |
| Médaille de bronze | France   | Ludivine Court-Seguineau | 27:34.3 min |

| Rang               | Nation   | Point |
| ------------------ | -------- | ----- |
| Médaille d'or      | Tanzanie | 19    |
| Médaille d'argent  | France   | 19    |
| Médaille de bronze | Bahrein  | 23    |

| Rang               | Nation   | Point |
| ------------------ | -------- | ----- |
| Médaille d'or      | Bahrein  | 11    |
| Médaille d'argent  | France   | 16    |
| Médaille de bronze | Tanzanie | 29    |

| Rang               | Nation  | Temps       |
| ------------------ | ------- | ----------- |
| Médaille d'or      | Bahrein | 29:56.1 min |
| Médaille d'argent  | Pologne | 30:15.6 min |
| Médaille de bronze | France  | 30:37.2 min |